# Champsocephalus
Champsocephalus – rodzaj ryb z rodziny bielankowatych. 

## Klasyfikacja
Gatunki zaliczane do tego rodzaju:
- Champsocephalus esox
- Champsocephalus gunnari - kergulena[potrzebny przypis]